# 蟬團孢霉
蟬團孢霉（學名：Massospora cicadina）是蟲黴門團孢霉屬（堆狀孢子菌屬）的一種蟲生真菌，為該屬的模式種，可感染周期蟬屬的十七年蟬與十三年蟬，是唯一一種會將生命週期與周期蟬同步的病原菌。此真菌可藉由土壤中的休眠孢子感染破土而出的周期蟬，最終造成其腹部脫落，失去包括生殖器在內的腹部組織而無法交配，並露出充滿孢子的白色栓狀結構以散播孢子，再感染周圍的蟬，因而有「飛行的死亡鹽罐」之稱。

## 分類
1851年美國生物學家約瑟夫·萊迪即發現美國東部的蟬會被一種不明的真菌感染，使其腹部充滿孢子。1879年美國植物學家查爾斯·霍頓·佩克正式描述發表了蟬團孢霉，自紐約的十七年蟬身上發現，並將其歸入分生孢子菌綱（Coniomycetes）的新屬團孢霉屬中。1888年Thaxter與Forbes將團孢霉屬歸入蟲黴目。1921年Speare首次觀察了本種真菌的顯微結構。分子證據顯示團孢霉屬中蟬團孢霉為一單系群，為Massospora diceroproctae的姐妹群。

## 感染

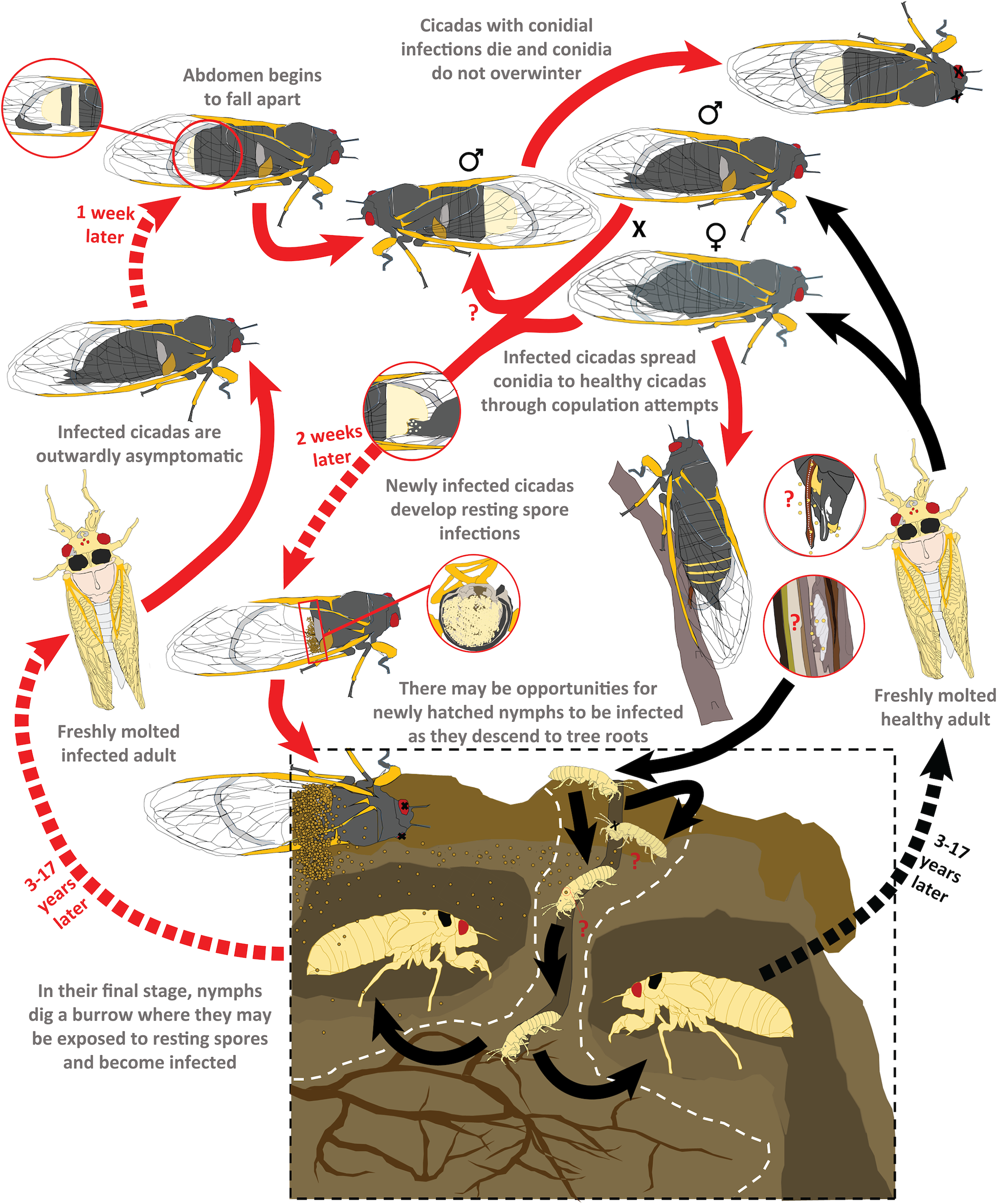
蟬團孢霉的生活史

蟬團孢霉的感染可分為階段一（Stage I）和階段二（Stage II）兩種。階段一為周期蟬幼蟲在地下生活十三年或十七年後，在破土而出時被土壤中蟬團孢霉的休眠孢子感染（也有觀察結果顯示有些幼蟲可能在孵化後鑽入土下時即被休眠孢子感染），可在蟬體內產生菌絲體，形成單套（1N）分生孢子以傳染其他個體，雌蟬與雄蟬皆可感染，但兩者被感染率的高低仍有爭議。被分生孢子感染的蟬則為階段二的感染，會產生具厚壁、雙套（2N）的休眠孢子，可在土壤上休眠，等待十三年或十七年後下一世代的蟬破土時再造成感染。蟬團孢霉可在蟬的腹部增殖，最終造成其腹部脫落，失去包括生殖器在內的腹部組織而無法交配，並露出充滿真菌孢子的白色栓狀結構以散播孢子。此真菌的感染可改變雄蟬的行為，例如有研究顯示被感染的蟬較常拖著腹部行走，甚至可影響蟬的交配行為，使雄蟬同時被雄蟬和雌蟬的鳴叫聲所吸引而上前，也可模仿雌蟬撲動翅膀以吸引健康的雄蟬前來試圖與之交配（僅限於階段一的感染），以上行為改變皆有利於真菌孢子的散播，可能是透過真菌合成的興奮劑卡西酮造成。有統計顯示有約2%至5%的周期蟬成蟲會被蟬團孢霉感染。
團孢霉屬的真菌大多僅感染特定一個屬的蟬，但蟬團孢霉除周期蟬屬外，還有在日本感染蟪蛄（蟪蛄屬）以及在古巴感染Diceroprocta biconica（Diceroprocta屬）的紀錄，不過有學者質疑其物種鑑定，認為有可能實為同屬的其他真菌。後續研究發現各類群的蟬（蟬亞科、姬蟬亞科與裸蟬亞科）應都可被團孢霉屬真菌感染，但仍需更多調查研究確認，目前對此真菌感染的研究以北美洲的周期蟬為主。
周期蟬的幼蟲會對樹木根部造成病害，因此蟬團孢霉有用於生物防治的潛力，但目前尚無大規模培養此真菌的技術。